# Селиванов, Александр Михайлович
Александр Михайлович Селиванов (20 июня 1948, Могильное, Курганская область — 10 июля 2006) — советский и российский историк, доктор исторических наук, профессор Ярославского государственного университета.

## Биография
Александр Михайлович Селиванов родился 20 июня 1948 года в селе Могильном Могильского сельсовета Шадринского района Курганской области, ныне село Глубокое входит в Шадринский муниципальный округ той же области.
В 1966 году окончил среднюю школу в городе Барабинске Новосибирской области.
Работал учителем Шубинской и Богатихинской восьмилетних школ той же области. В 1967—1972 годах получил образование на Историко-филологическом факультете Томского ордена Трудового Красного Знамени государственного университета имени В. В. Куйбышева, получил диплом с отличием. В 1972—1973 годах аспирант кафедры истории КПСС этого университета, в 1973—1975 годах аспирант кафедры истории СССР Ярославского государственного университета (ЯрГУ); защитил кандидатскую диссертацию.
С 1975 года ассистент на кафедре истории СССР Ярославского государственного университета, с 1976 года — старший преподаватель, с 1980 года — доцент, в 1992 году возглавил эту кафедру (отечественной истории). В 1994 году защитил докторскую диссертацию «Социально-политическое развитие российской деревни в первые годы новой экономической политики». С 1995 года научный руководитель исследовательской лаборатории Ярославского университета по истории и культуре Ярославского края. С 1996 года председатель Ярославского областного краеведческого общества. С 1997 года профессор. Инициировал открытие и возглавил кафедру музеологии и краеведения на Историческом факультете ЯрГУ.
Александр Михайлович Селиванов умер 10 июля 2006 года.

### Семья, увлечения
Жена Людмила Николаевна Селиванова.
Свою библиотеку начал собирать ещё в школьные годы и собирал в течение всей жизни. В книжной коллекции 6269 наименований изданий.

## Труды
- Советы в первые годы социалистического строительства. 1917—1925 гг.: учеб. пособие. — Ярославль: Ярославский государственный университет, 1979. — 73 с.
- Социально-политическое развитие советской деревни после перехода к НЭПу … — Ярославль: Ярославский государственный университет, 1983. — 118 с.
- Социально-политическое развитие советской деревни в первые годы новой экономической политики (1921—1925 гг.) … — Саратов: Изд-во Саратовского университета, 1987. — 204 с.
- Служить Отечеству честь имею: Сборник документов по истории органов внутренних дел Ярославского края в конце 18 — начале 21 века. — Ярославль: Мин-во внутр. дел РФ, Упр. внутр. дел. Яросл. обл., Ярославский государственный университет им. П. Г. Демидова, 2002. — 632 с.
- Историческое краеведение: накопление и развитие краеведческих знаний в России (XVIII—XX вв.): учеб. пособие для вузов. — Ярославль: Ярославский государственный университет, 2005. — 366 с.

## Награды
- Звание «Заслуженный работник высшей школы Российской Федерации», 2004 год[1]
- Почетная грамота Администрации Ярославской области, 2000 год
- Почетная грамота Комитета РФ по высшему образованию, 1995 год
- Знак «Почётный работник высшего образования», 1999 год
- Звание «Почётный преподаватель ЯрГУ», 1996 год

## Память
- В ГКУ Ярославской области «Государственный архив Ярославской области» хранится Фонд № Р-943. Селиванов Александр Михайлович[3].
- На историческом факультете Ярославского государственного университета имени П. Г. Демидова прошла региональная научная конференция «Путь Историка» честь 75-летия со дня рождения А. М. Селиванова, 23 сентября 2023 года[4]